# Geophis omiltemanus
Geophis omiltemanus är en ormart som beskrevs av Günther 1893. Geophis omiltemanus ingår i släktet Geophis och familjen snokar. Inga underarter finns listade i Catalogue of Life.
Denna orm förekommer i delstaten Guerrero i sydvästra Mexiko. Arten lever i bergstrakter vid cirka 2000 meter över havet. Habitatet utgörs av skogar med tallar och ekar. Geophis omiltemanus besöker även jordbruksmark. Den äter främst daggmaskar och andra maskar som lever i jorden. Honor lägger ägg.
För beståndet är inga hot kända. Hela populationen anses vara stabil. IUCN kategoriserar arten globalt som livskraftig.